# Sud-Est (Haiti)
Sud-Est (haitisk kreol: Sidès) är en av 10 departement (département) i Haiti och som ligger på sydkusten av ön Hispaniola. Huvudort är Jacmel. Departementet har 518 200 invånare (2002) och en yta på 2 023 km². Den gränsar till regionerna Nippes, Ouest, Sud och till Dominikanska republiken

## Administrativ indelning
Departementet är indelat i 3 arrondissement (arrondissements) som i sin tur är indelade i 10 
kommuner (communes).
- Bainet Arrondissement
  1. Bainet
  2. Côte-de-Fer
- Belle-Anse Arrondissement
  1. Belle-Anse
  2. Ansapit
  3. Grand Gosier
  4. Thiotte
- Jacmel Arrondissement
  1. Jacmel
  2. Cayes-Jacmel
  3. Marigot
  4. La Vallée-de-Jacmel